# Meridiano 45 W
O meridiano 45 W é um meridiano que, partindo do Polo Norte, atravessa o Oceano Ártico, Gronelândia, Oceano Atlântico, América do Sul, Oceano Antártico, Antártida e chega ao Polo Sul.
Na Gronelândia este meridiano define a fronteira entre os municípios de Qaasuitsup e Qeqqata e de Sermersooq com o Parque Nacional do Nordeste da Gronelândia.
Forma um círculo máximo com o Meridiano 135 E.
Começando no Polo Norte, o meridiano 45º Oeste tem os seguintes cruzamentos:
| País, território ou mar | Notas |
| ----------------------- | --- |
| Oceano Ártico           | |
| Mar de Lincoln          | |
| Gronelândia             | |
| Fiorde de J.P. Koch     | |
| Gronelândia             | |
| Fiorde Nordenskiöld     | |
| Gronelândia             | Ilha Nares Land                                                                                                |
| Fiorde Victoria         | |
| Gronelândia             | |
| Oceano Atlântico        | |
| Brasil                  | Ilha Mirinzal, Maranhão                                                                                        |
| Oceano Atlântico        | |
| Brasil                  | Maranhão Piauí Bahia Minas Gerais São Paulo                                                                    |
| Oceano Atlântico        | |
| Oceano Antártico        | |
| Ilhas Órcades do Sul    | Ilha Powell - reivindicada pela Argentina (Antártida Argentina) e Reino Unido (Território Antártico Britânico) |
| Oceano Antártico        | |
| Antártida               | Território reclamado pela Argentina (Antártida Argentina) e Reino Unido (Território Antártico Britânico)       |